# Louis Breguet

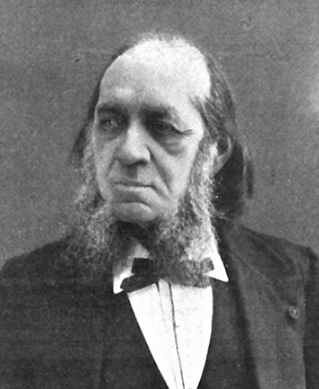
Louis François Clément Breguet

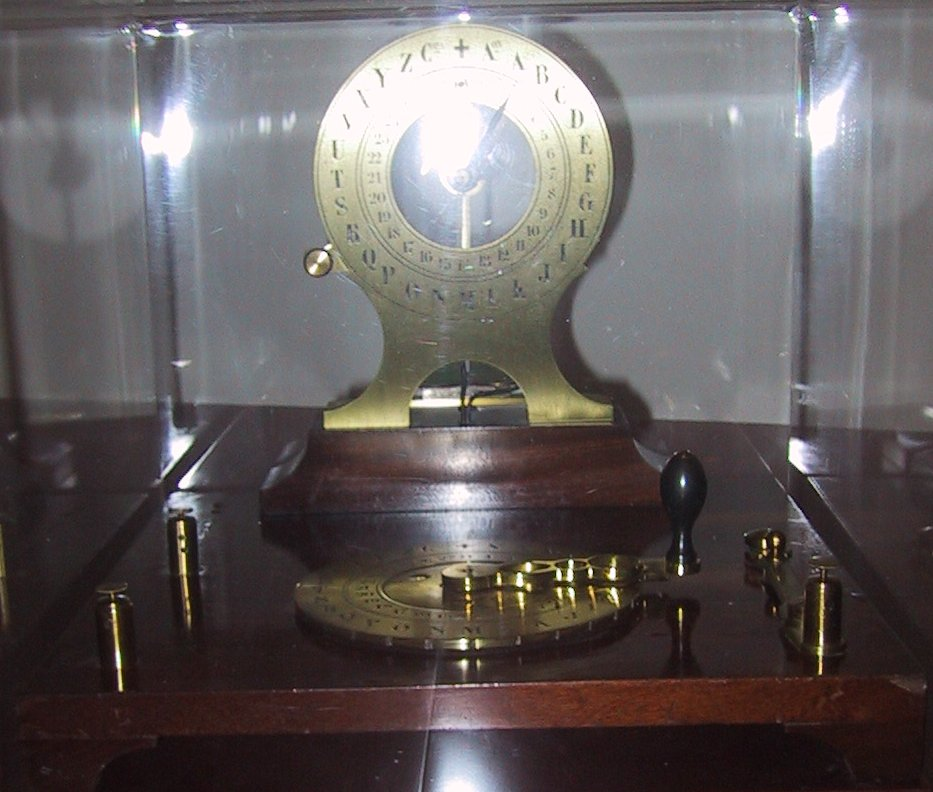
Breguet telegraaf (1844)

Louis François Clément Breguet (Parijs, 22 december 1804 – aldaar, 27 oktober 1883) was een Franse klokkenmaker en natuurkundige. Hij vond enige elektrische instrumenten uit en droeg bij aan de ontwikkeling van de elektrische telegrafie.

## Biografie
Breguet was de kleinzoon van Abraham Louis Breguet, een hugenoot en de oprichter van het beroemde uurwerkbedrijf Breguet sinds 1775. Louis werd opgeleid in Zwitserland, en nam in 1833 de leiding in het familiebedrijf over van zijn vader.
Naast zijn bezigheid met klokken en horloges wijdde hij een groot deel van zijn leven aan het onderzoeken van elektriciteit en toepassingen daarvan. Reeds vanaf de jaren 1840 hield Breguet zich bezig met elektriciteit, en dan met name met de telegrafie. Samen met de natuurkundige Antoine Masson ontwikkelde hij de eerste inductiespoelen. Heinrich Ruhmkorff zou tien jaar later deze spoelen (onder de naam Ruhmkorff-inductor) praktisch verbeteren.
Daarnaast legde Breguet in 1856 een openbaar netwerk van elektrische klokken aan in het centrum van Lyon. Op 26 oktober 1866 patenteerde hij een bijzondere mechanisch klok, waarin een 25 cm grote stemvork (uitgevonden in 1711 door de Engelse musicus John Shore) gebruikt werd om de ankergang te regelen.
In 1870 droeg hij de leiding van het uurwerkbedrijf over aan de voorman Edward Brown, wiens familie het bedrijf nog honderd jaar lang zou voortzetten. Breguet richtte zich daarna geheel op de telegrafie en het opkomende gebied van de telecommunicatie. Met zijn kennis op het gebied van uurwerken ontwikkeld hij diverse toestellen voor de telegrafie.
Samen met zijn zoon Antoine Breguet (1851-1882) fabriceerde hij de Bell-telefoon voor de Franse markt.

## Erkenning
In 1845 werd Breguet onderscheiden met het Légion d’Honneur, en werd hij in 1874 lid van de Franse Académie des Sciences. Hij is een van de 72 Fransen wier namen in reliëf op de Eiffeltoren zijn aangebracht.
- Biblioteca Nacional de España: XX1511530
- Bibliothèque nationale de France: cb15563432d (data)
- Gemeinsame Normdatei: 1052713920
- International Standard Name Identifier: 0000 0001 0975 3648
- Base Léonore: LH//355/98
- Nederlandse Thesaurus van Auteursnamen: 12903827X
- SNAC: w6461tsr
- Système universitaire de documentation: 082061246
- Virtual International Authority File: 56927333
- WorldCat: E39PBJkTdw4xx8dKyMGDbJGyh3